# Cephalopyge trematoides
Cephalopyge trematoides (Chun, 1889) è un mollusco nudibranchio della famiglia Phylliroidae. È l'unica specie nota del genere Cephalopyge.